# Villa d'Alsace
Pour les articles homonymes, voir Alsace (homonymie).
La villa d'Alsace est une voie publique du 19e arrondissement de Paris (France).

## Situation et accès
Elle se situe plus précisément dans le quartier pavillonnaire de la Mouzaïa, débutant au 22 rue de Mouzaïa pour se terminer en impasse.
Elle est desservie par la station Danube, sur la ligne de métro 7 bis.

## Origine du nom
Elle porte le nom de la région française d'Alsace.

## Historique
L'emplacement est créé et prend sa dénomination actuelle en 1926.[pourquoi ?]